# Supern
Mit Supern bezeichnen Modelleisenbahner das äußerliche Verändern von serienmäßigen Eisenbahnmodellen.
Der Begriff umfasst unter anderem das Anbringen neuer Beschriftungen, die Montage von Zurüstteilen, farbliche Nachbehandlungen (z. B. Altern), den Austausch einzelner Baugruppen. Ziel von Superungen ist es, das Aussehen von Modellen zu verbessern. Wird mit den Änderungen tiefergreifend in die Substanz des Modells eingegriffen und es technisch verbessert, zum Beispiel durch den Einbau eines neuen Motors, spricht man hingegen von einem Umbau.
Der Begriff Supern wird außerdem im Automobil-, Schiffs-, Flugzeug- und Figurenmodellbau verwendet. Bei Baukastenmodellen (auch etwa im Kartonbau) werden manchmal nicht alle Beschlagteile mitgeliefert, so dass der Erbauer auf sich gestellt ist, passende Zubehörteile anzufertigen.